# كارل إل. بيكر
كارل إل. بيكر (بالإنجليزية: Carl Becker)‏ هو مؤرخ وكاتب أمريكي، ولد في 7 سبتمبر 1873 في واترلو في الولايات المتحدة، وتوفي في 10 أبريل 1945 في إثاكا في الولايات المتحدة.

## وصلات خارجية
- كارل إل. بيكر على موقع الموسوعة البريطانية (الإنجليزية)
- كارل إل. بيكر على موقع إن إن دي بي (الإنجليزية)